# Medici-Villen

Karte der Toskana mit Medici-Villen

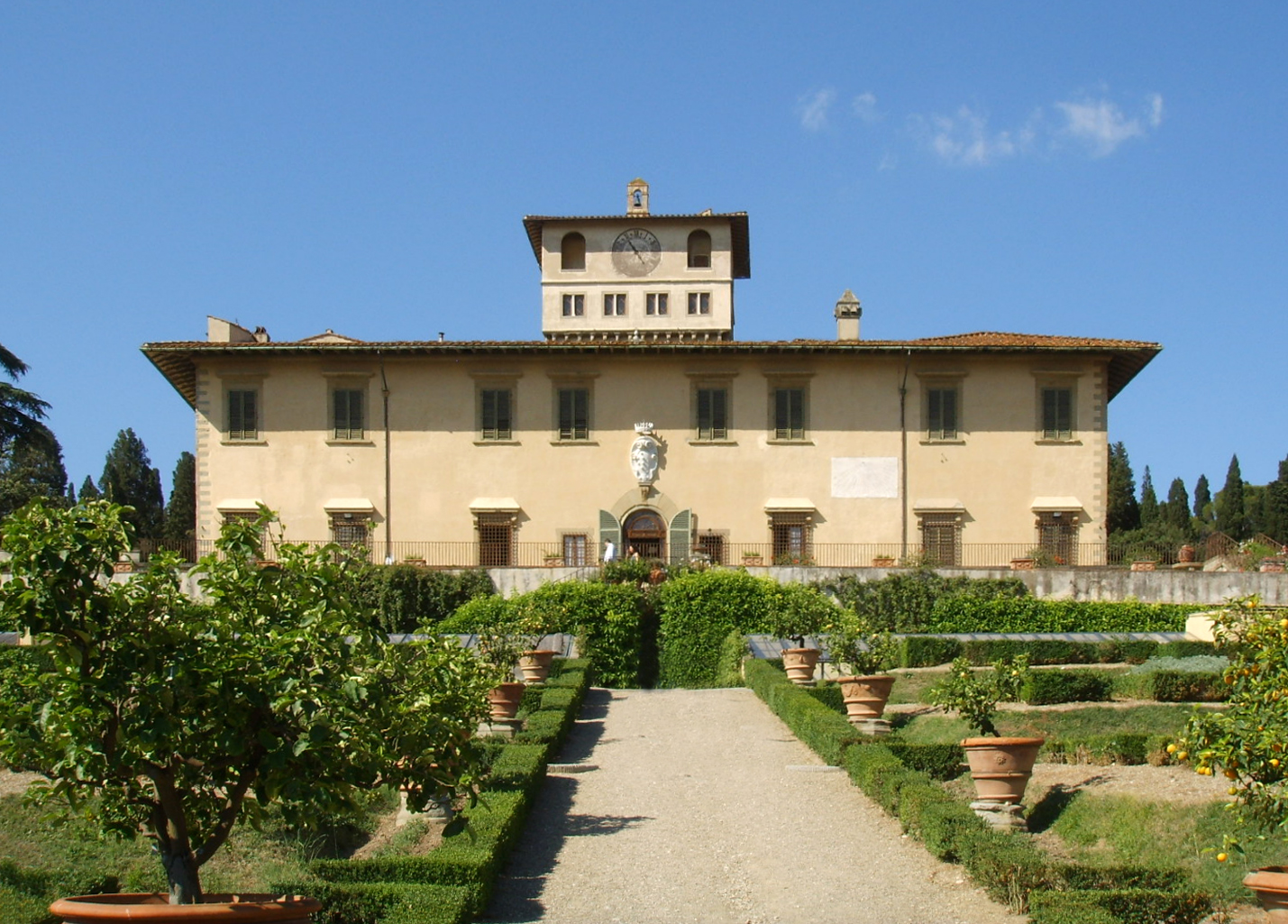
Villa La Petraia (Florenz)

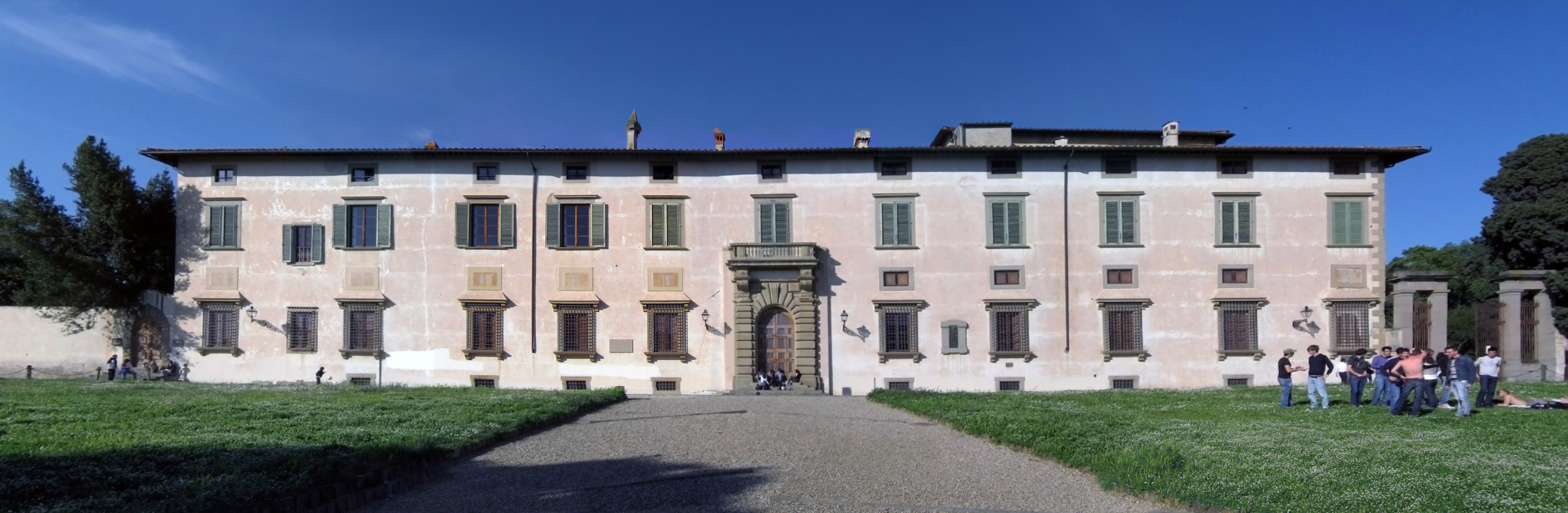
Villa di Castello (Florenz), Sitz der Accademia della Crusca

Als Medici-Villen (italienisch: ville medicee) bezeichnet man die Landvillen, die die Familie Medici zwischen dem 15. und dem 17. Jahrhundert in der Umgebung von Florenz und in anderen Teilen der Toskana erwarb beziehungsweise errichten ließ.
Die italienischen Villentypen Azienda, Tempio und Reggia, darunter viele der Medici-Villen, aber auch solche etwa des Patriziats von Venedig entlang des Flusses Brenta, fanden ihre Vorbilder in den antiken Formen der Villa urbana und der Villa rustica und auch die Gärten orientierten sich an römischen Palastanlagen wie der Villa Adriana. Die italienischen Villen der Renaissancezeit waren ihrerseits architektonische Meilensteine auf dem Weg zum barocken Lustschloss.

## Entstehung der Villen
Das Geschlecht der Medici stammte aus dem Mugello, nördlich von Florenz. Mit dem Tuchhandel brachten sie es bald zu Reichtum der es ihnen ermöglichte, über ihr Bankhaus Einfluss auf die politischen Entwicklungen zu nehmen. Einen Teil ihres Geldes legten sie auch in Grunderwerb an.
Gleichzeitig mit der in der Frührenaissance beginnenden Hinwendung zur Natur und dem Lande, sowie dem Einfluss der Antike, entstanden vorerst kastellartige Landsitze, die aber, mit zunehmender Festigung ihrer Herrschaft, mehr und mehr von den Bauformen der Antike beeinflusst wurden.
Die Wichtigkeit der Medici in ihrem Beitrag zur Entwicklung der toskanischen Villa und der Entstehung des Italienischen Gartens kann nicht deutlich genug hervorgehoben werden. Zwar vermitteln die frühen Villen Il Trebbio, Cafaggiolo und Careggi noch einen recht wehrhaften Charakter, aber die Schönheit des Gartens der Villa Careggi wird schon von Galeazzo Maria Sforza anlässlich eines Besuches bei Cosimo in einen Brief an seinen Vater gepriesen. Cosimo de’ Medici ließ die Villa Medici in Fiesole bauen und versammelte hier und in Careggi die bedeutendsten Geister seiner Zeit.
Lorenzo il Magnifico erwarb zwei weitere Villen: Castello und Poggio a Caiano, die er von Giuliano da Sangallo umgestalten ließ. Aber gerade dieser frühe Abschnitt liegt, durch die Vertreibung der Medici aus Florenz, im Dunkel. Nach der Rückkehr der Medici 1512 nahmen sie den Ausbau der Villen und die Förderung junger Talente, darunter befand sich auch der junge Michelangelo, wieder in Angriff.
Cosimo I. de’ Medici zog im Jahr 1553 aus der Stadtvilla, mit Zwischenstation im Palazzo Vecchio, in den umgestalteten Palazzo Pitti ein. Hier kümmerte er sich persönlich um die Ausgestaltung des Boboli-Gartens. Im Jahr 1555 ließ er, nachdem das Gebiet um Forte dei Marmi an Florenz gefallen war, in Seravezza eine weitere Villa errichten.
Francesco I. schuf für sich und seine Geliebte Bianca Cappello die Villa Pratolino und den angeschlossenen Garten mit seinen für die damalige Zeit einzigartigen Wasserspielen. Die Erhaltung war jedoch für spätere Generation viel zu teuer, sodass sie nach und nach verfielen und heute nur noch wenige Reste davon im Park Demidoff zu sehen sind.
Francesco starb, ohne einen Sohn zu hinterlassen, daher folgt ihm sein Bruder Ferdinando I. nach, der in der Medici-Villa in Rom lebte, da er für die Kardinalswürde vorgesehen war. Nachdem er diese abgelegt hatte und die Regentschaft in der Toskana übernommen hatte, ließ er die Villa Ambrogiana und kurze Zeit später die Villa Artimino errichten.
Cosimo II., ein Sohn Ferdinandos heiratete im Jahr 1609 die Erzherzogin Maria Magdalena von Österreich, die im Jahr 1619 die Villa Poggio Imperiale kaufte und von Giulio Parigi umgestalten ließ. Die Bezeichnung Imperiale bezieht sich auf die Verwandtschaft mit dem Kaiserhaus.
Vom letzten Medici, Gian Gastone, ist nicht bekannt, ob er je Interesse an den Villen hatte, da er sich hauptsächlich im Pitti-Palast aufhielt. Nach seinem Tod im Jahr 1737 wurde der Privatbesitz des Hauses Medici durch einen „Familienpakt“ vom 31. Oktober 1737 aufgeteilt; die Schwester Gian Gastones, Anna Maria Luisa de’ Medici, verwitwete Kurfürstin von der Pfalz, erhielt den Palazzo Pitti, die Kunstsammlungen der Uffizien sowie die Stadtpaläste (ein gewaltiges Erbe, das sie im Jahr 1743 der Stadt Florenz vermachte) und der neue toskanische Großherzog Franz von Lothringen erhielt u. a. die verbliebenen Medici-Villen auf dem Land.

## Liste der Medici-Villen
| - Villa Medici (Rom) - Villa del Trebbio in San Piero a Sieve - Villa Medici von Cafaggiolo - Villa Medici von Camugliano, auch Villa Niccolini - Villa Medici von Careggi in Careggi, heute ein Ortsteil von Florenz - Villa Medici von Fiesole - Villa Medici von Poggio a Caiano - Villa Medici von Castello (Florenz) - Villa Corsini a Mezzomonte in Impruneta - Villa Medici La Petraia - Villa Medici von Cerreto Guidi - Villa Medici Poggio Imperiale, Florenz - Villa Medici von Pratolino - Villa Medici von Lappeggi (La Peggio), heute Bagno a Ripoli | - Villa Medici L’Ambrogiana, Montelupo Fiorentino - Villa Medici La Magia in Quarrata - Villa Medici von Artimino - Villa Medici von Collesalvetti - Villa Medici La Topaia bei Sesto Fiorentino - Villa Medici von Agnano, auch Villa Tadini Buoninsegni genannt, in San Giuliano Terme - Villa Medici von Arena Matato in San Giuliano Terme, Ortsteil Arena - Villa Medici von Spedaletto in Lajatico - Villa Medici von Stabbia in Cerreto Guidi - Villa Medici von Seravezza - Villa Medici von Marignolle, Florenz - Villa Medici von Coltano im Ortsteil Coltano von Pisa - Villa Medici von Montevettolini, Monsummano Terme |

## Bilder

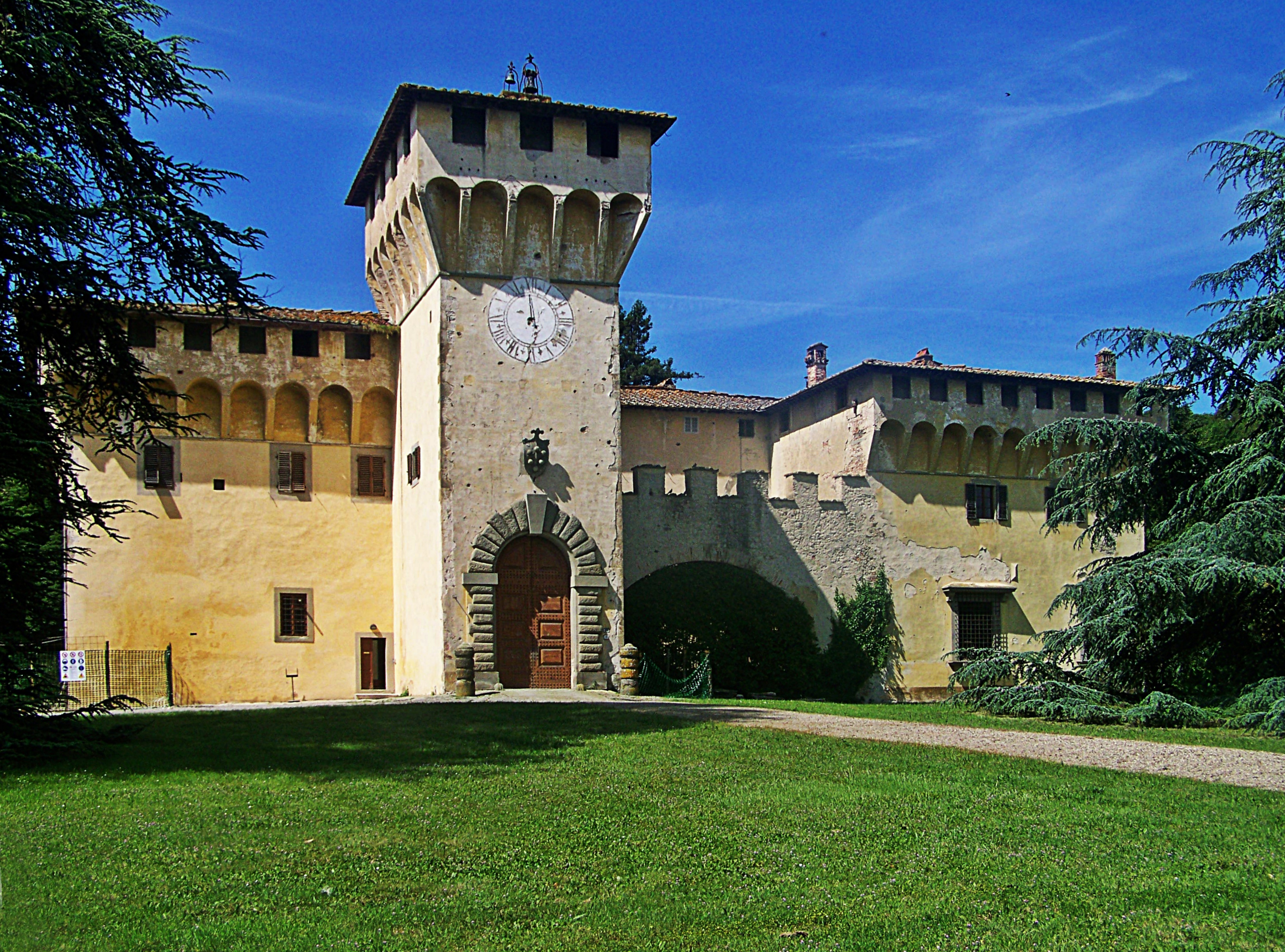
Villa di Cafaggiolo
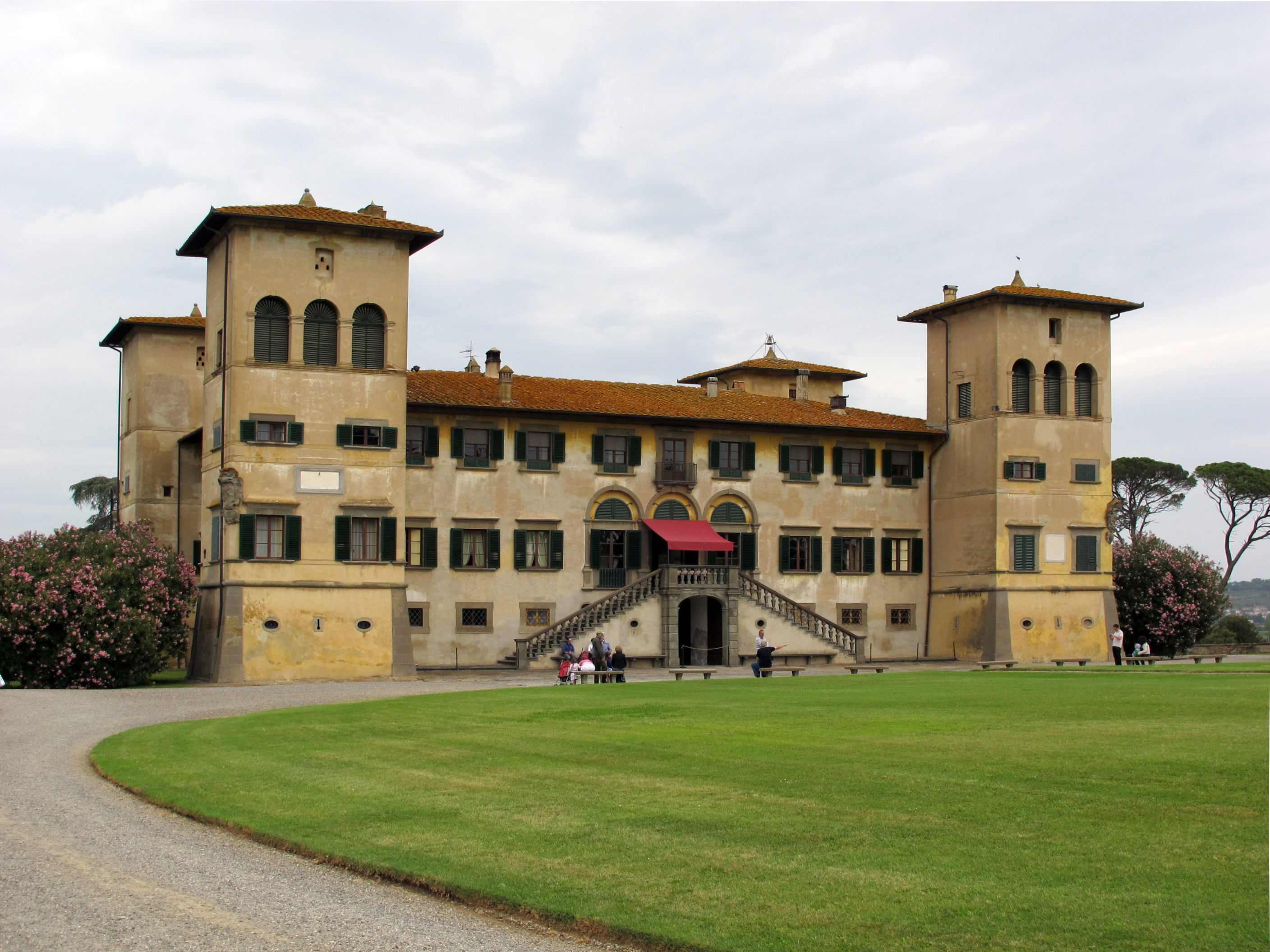
Villa di Camugliano
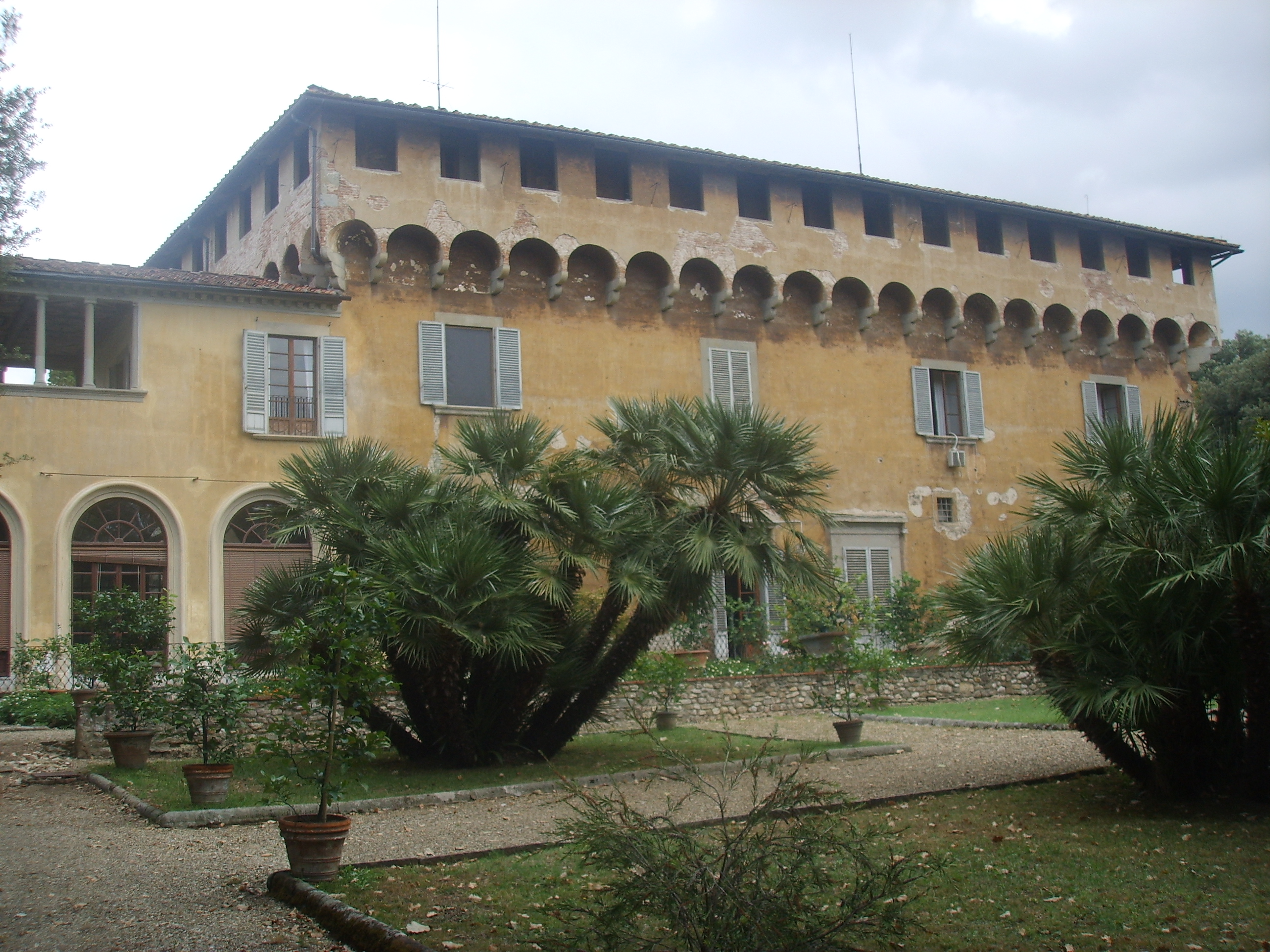
Villa di Careggi
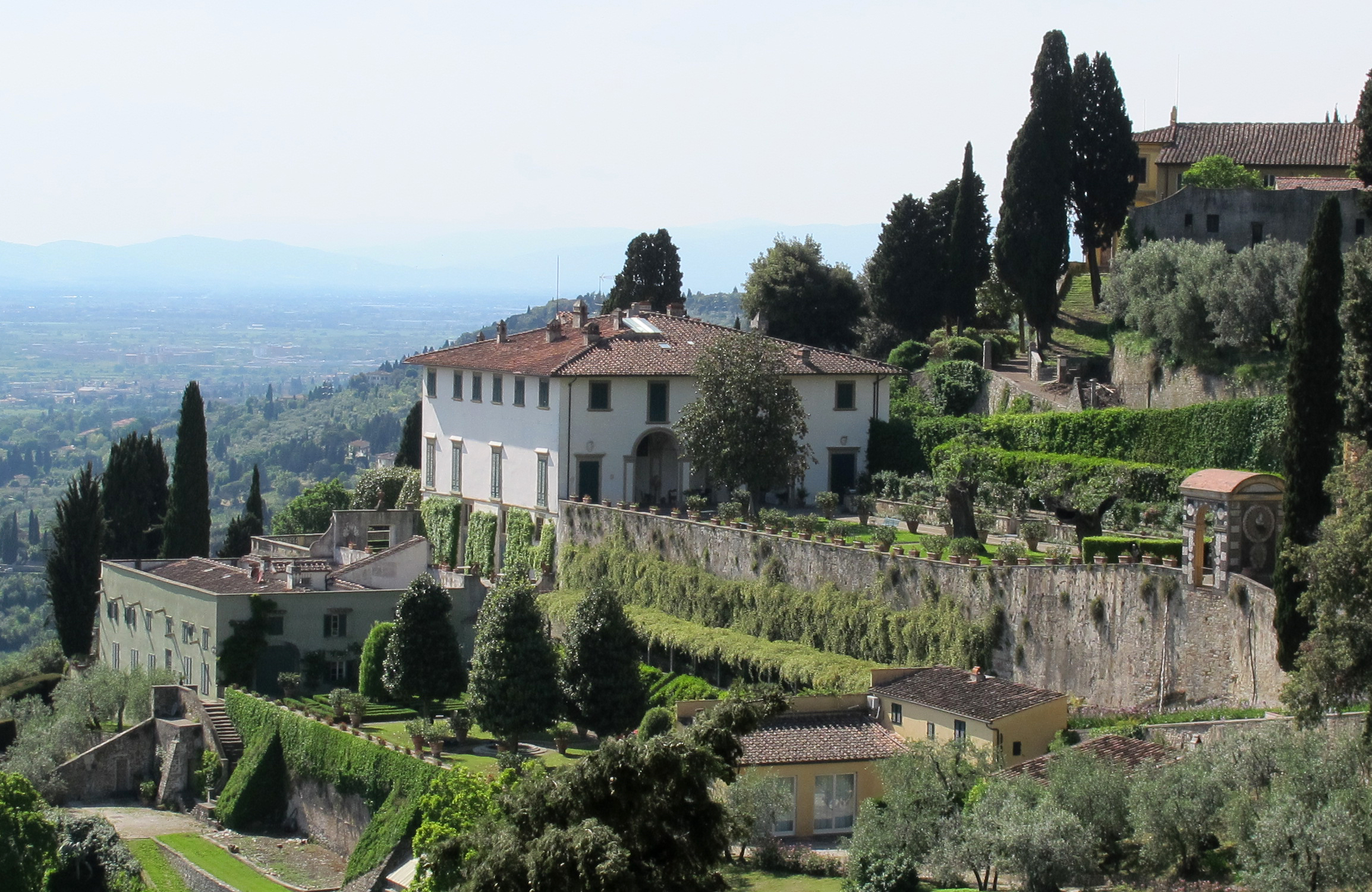
Villa in Fiesole
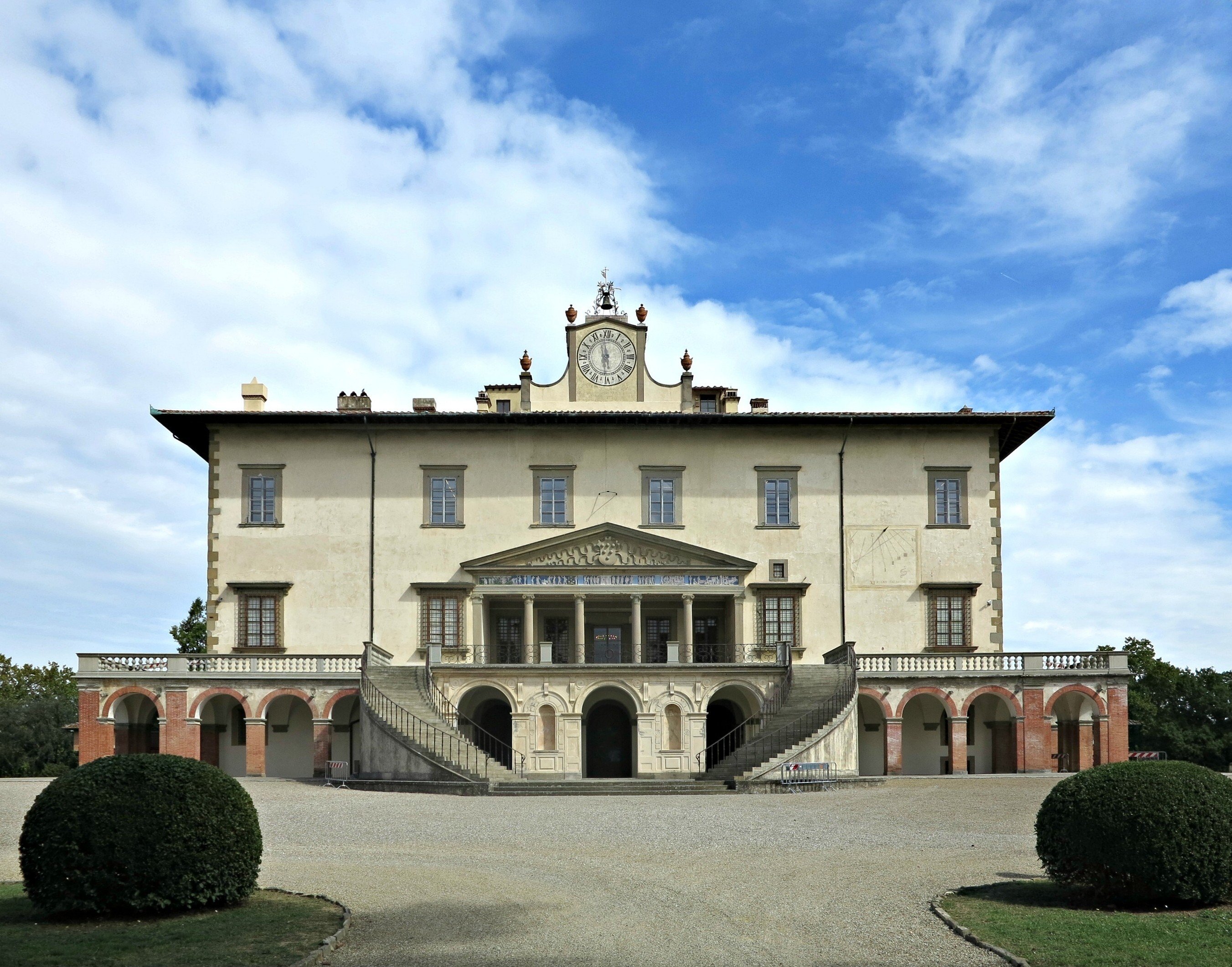
Villa di Poggio a Caiano
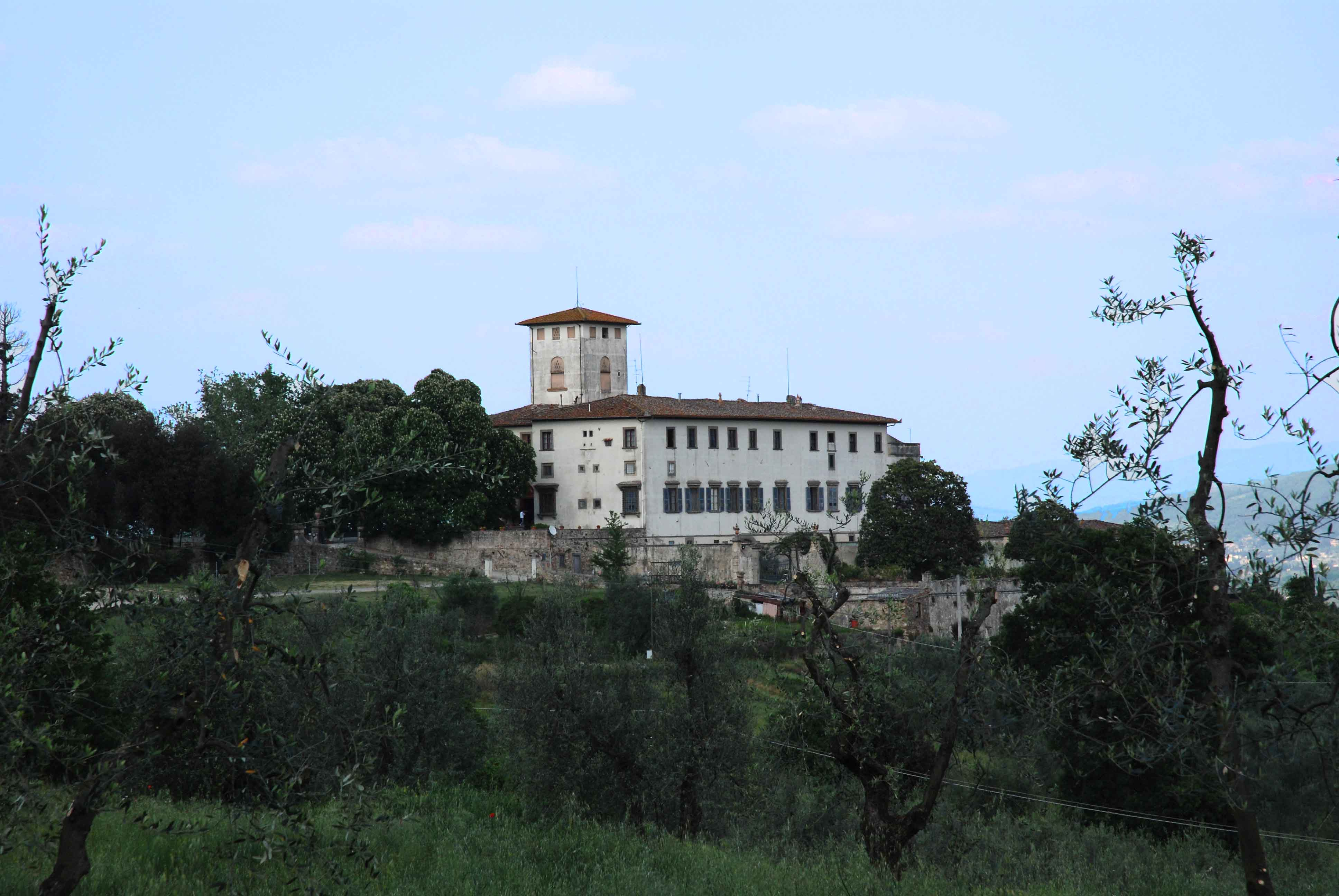
Villa Corsini, Impruneta
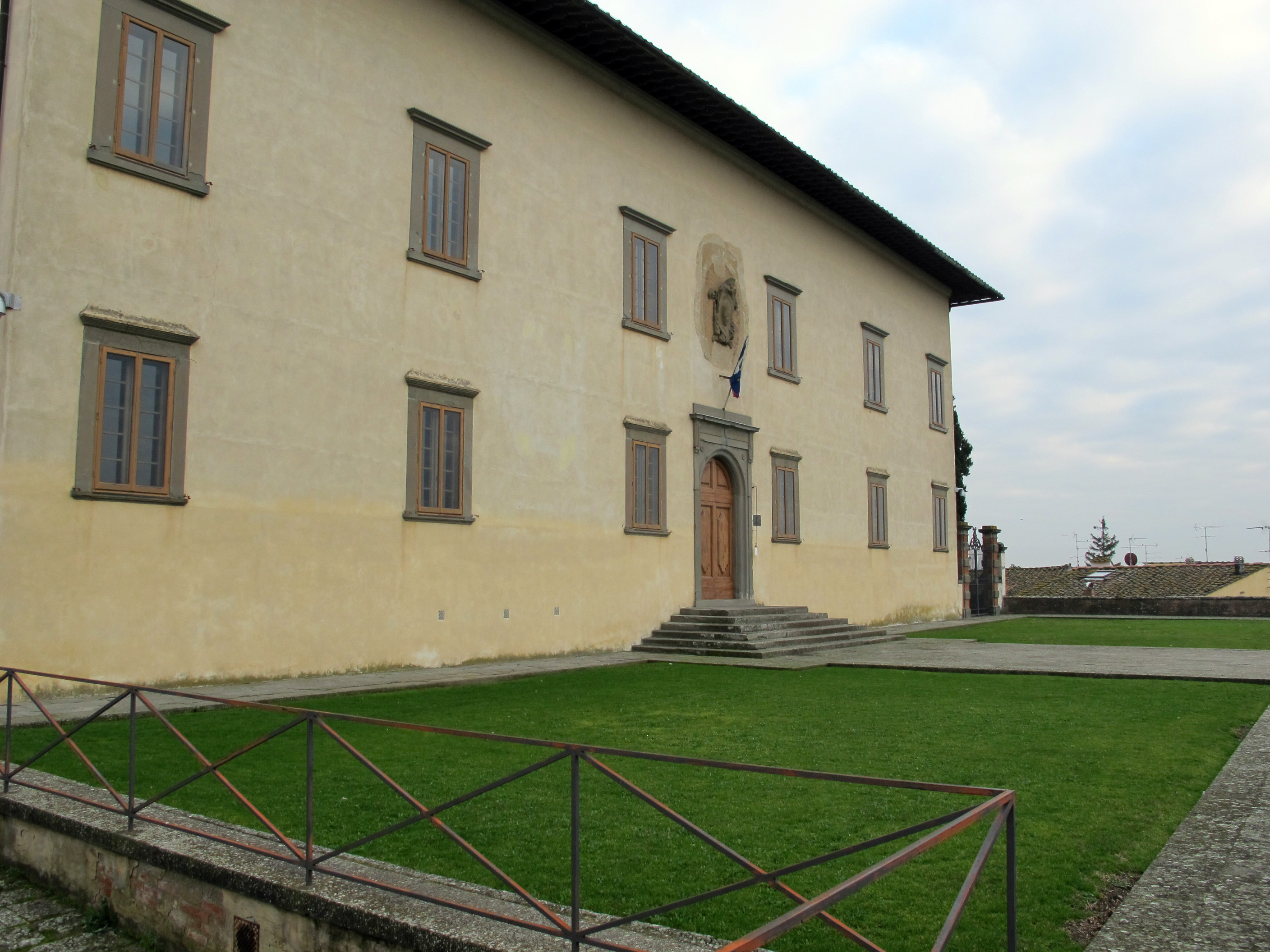
Villa di Cerreto Guidi
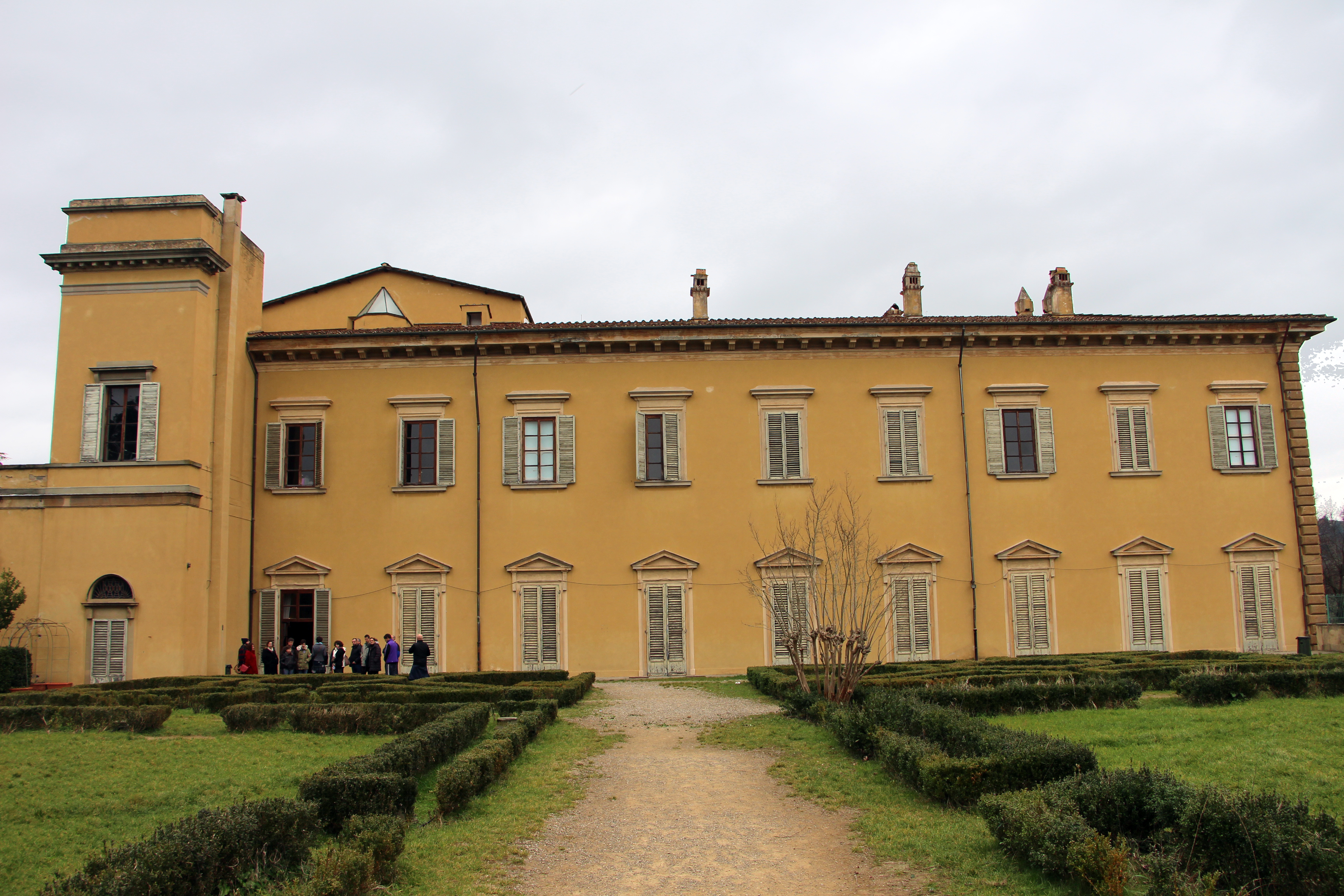
Villa di Poggio Imperiale
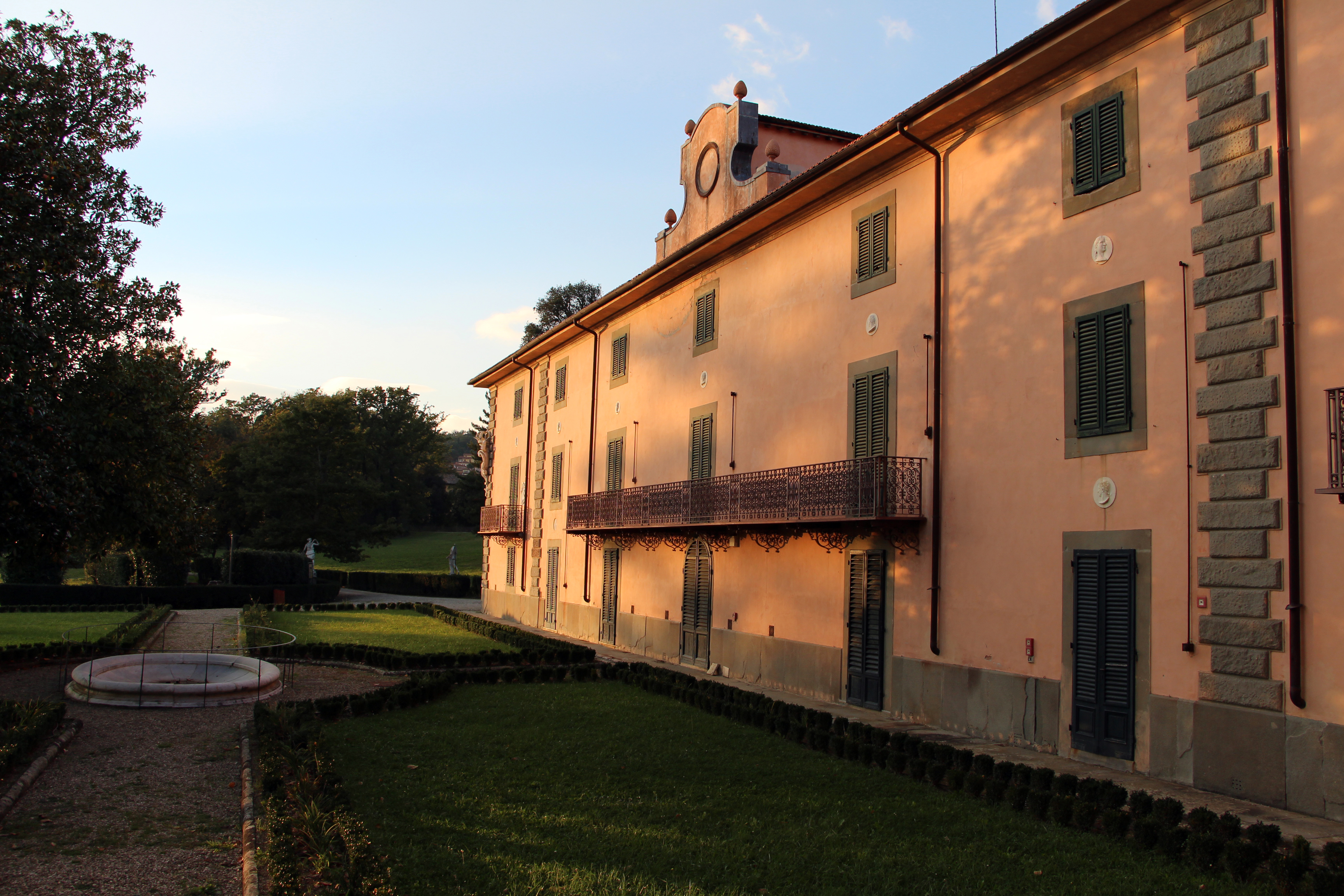
Villa di Pratolino
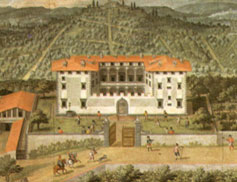
Villa di Lappeggi
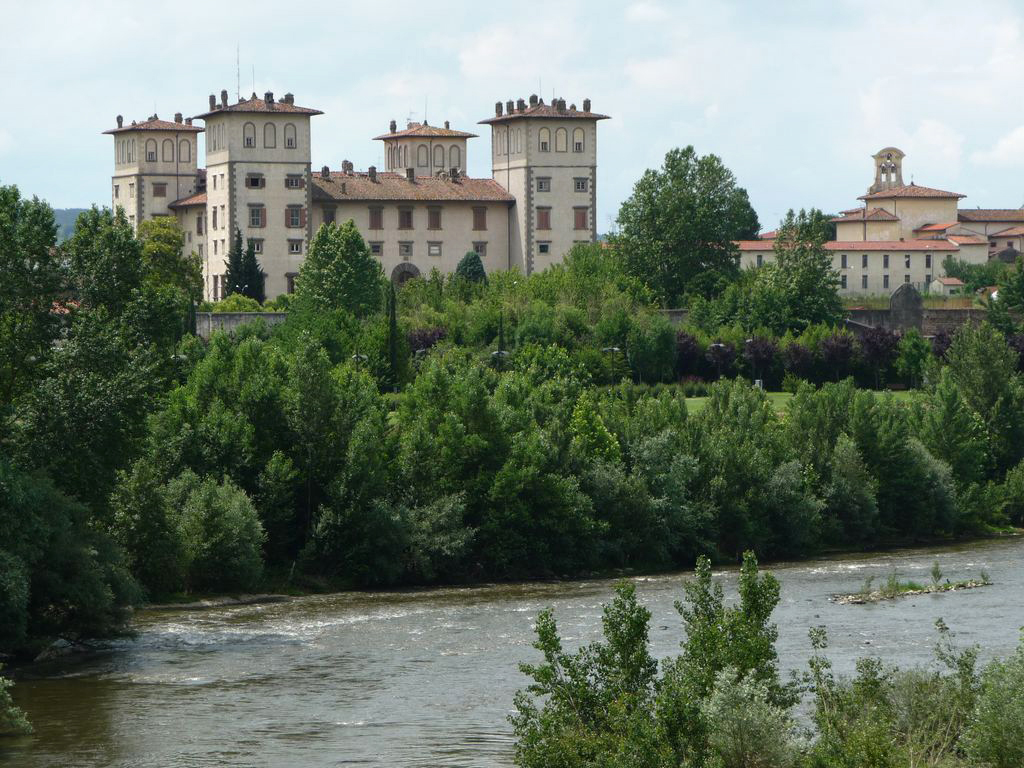
Villa dell’Ambrogiana
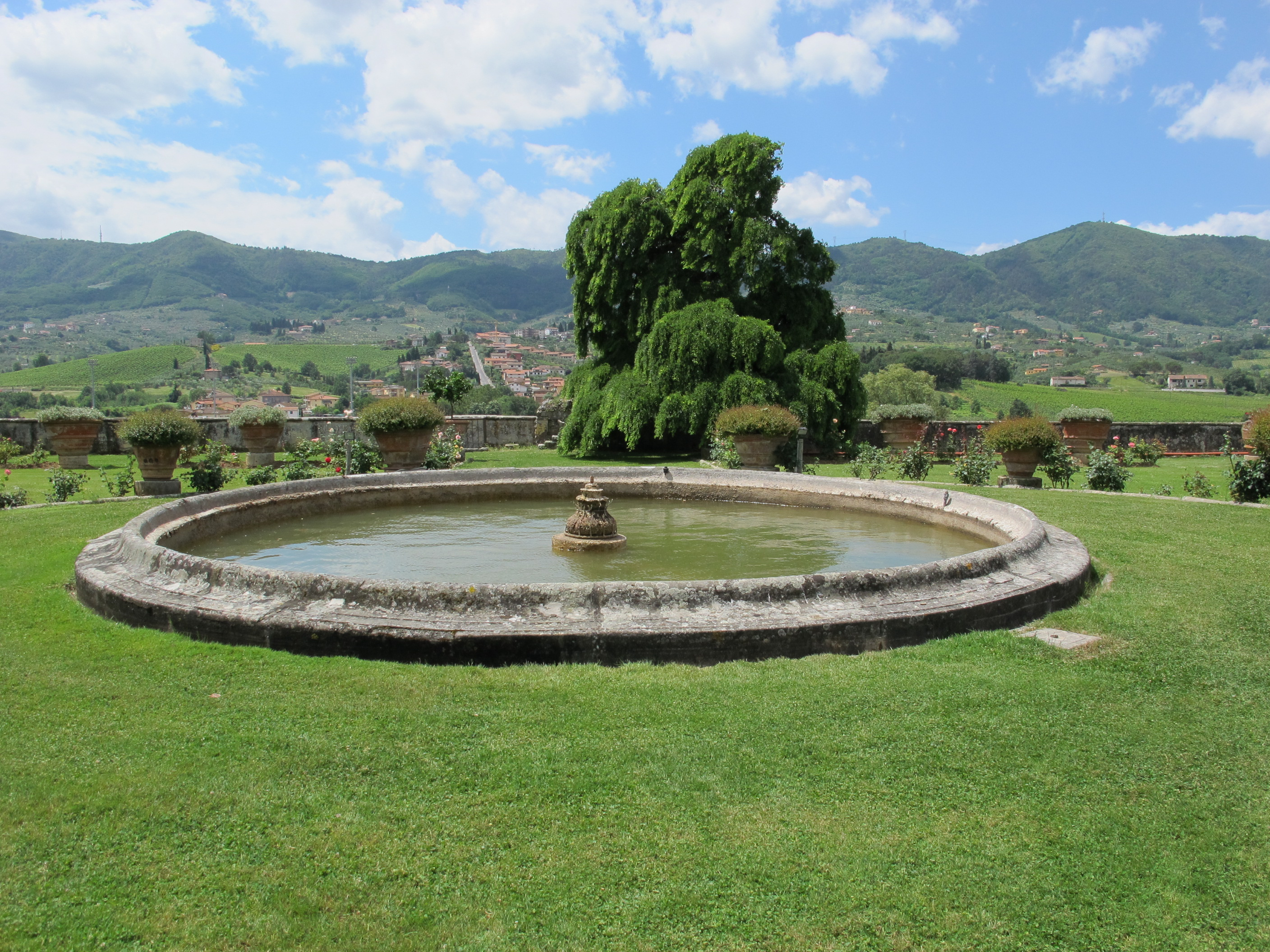
Garten der Villa La Magia
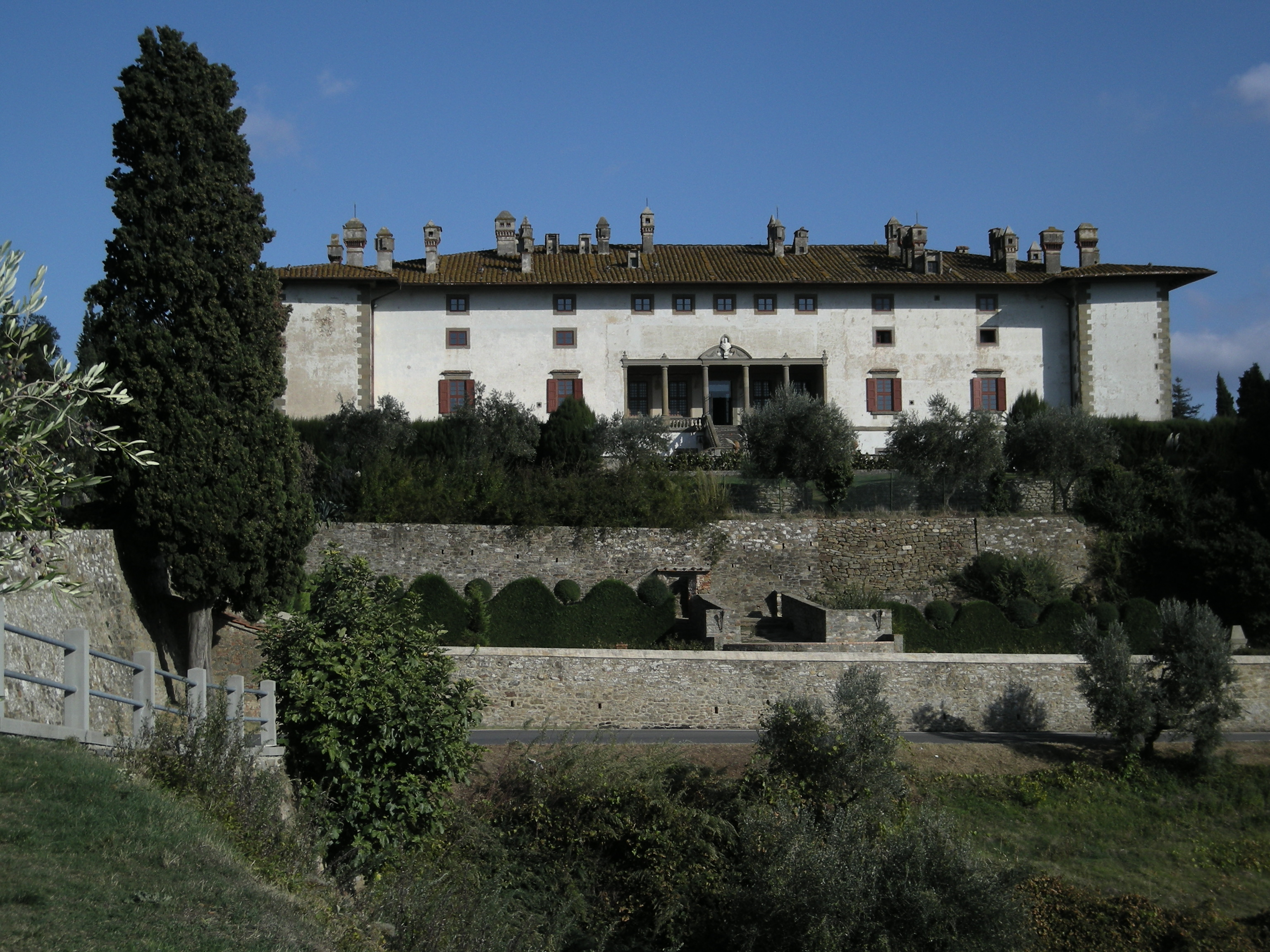
Villa di Artimino
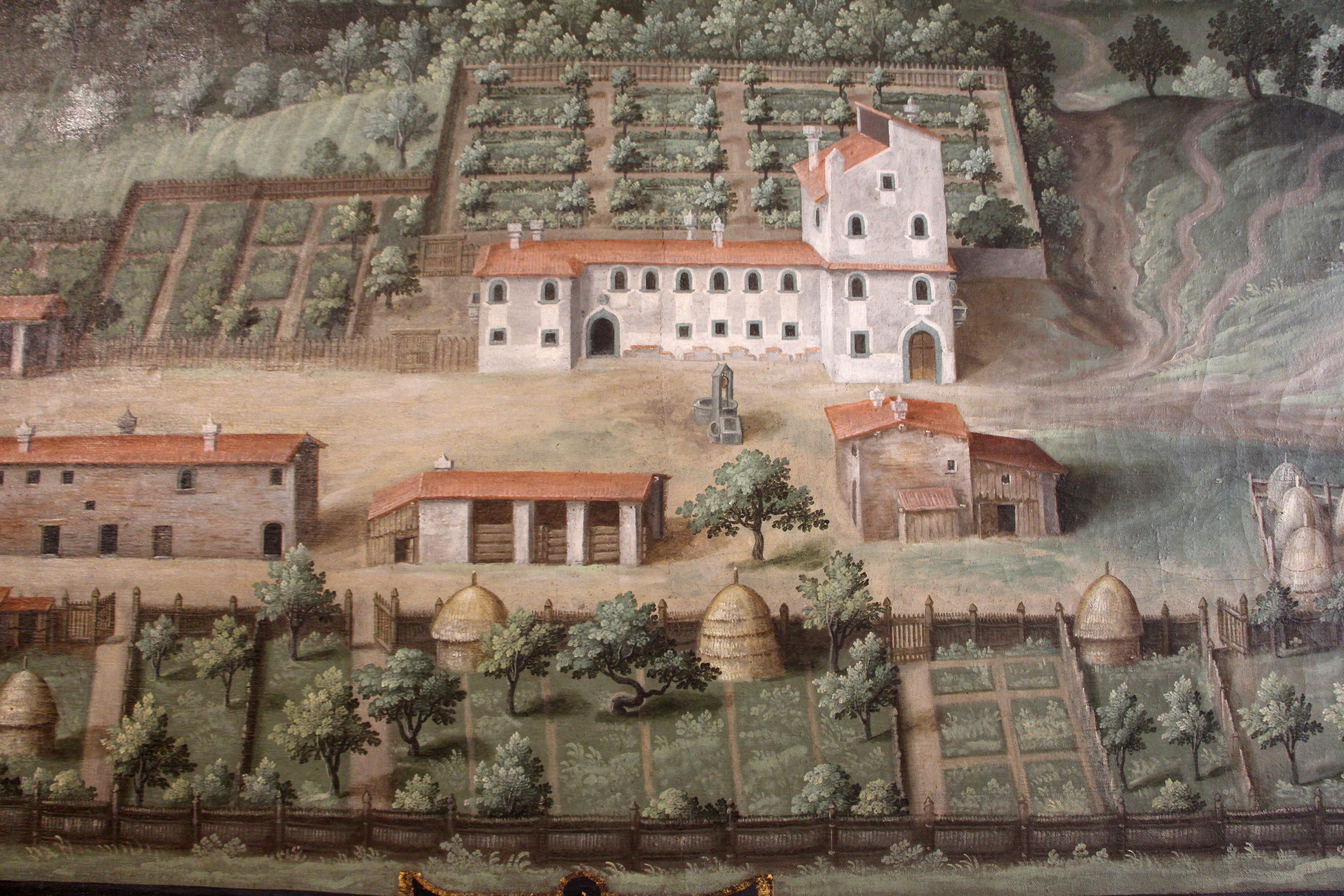
Villa di Collesalvetti
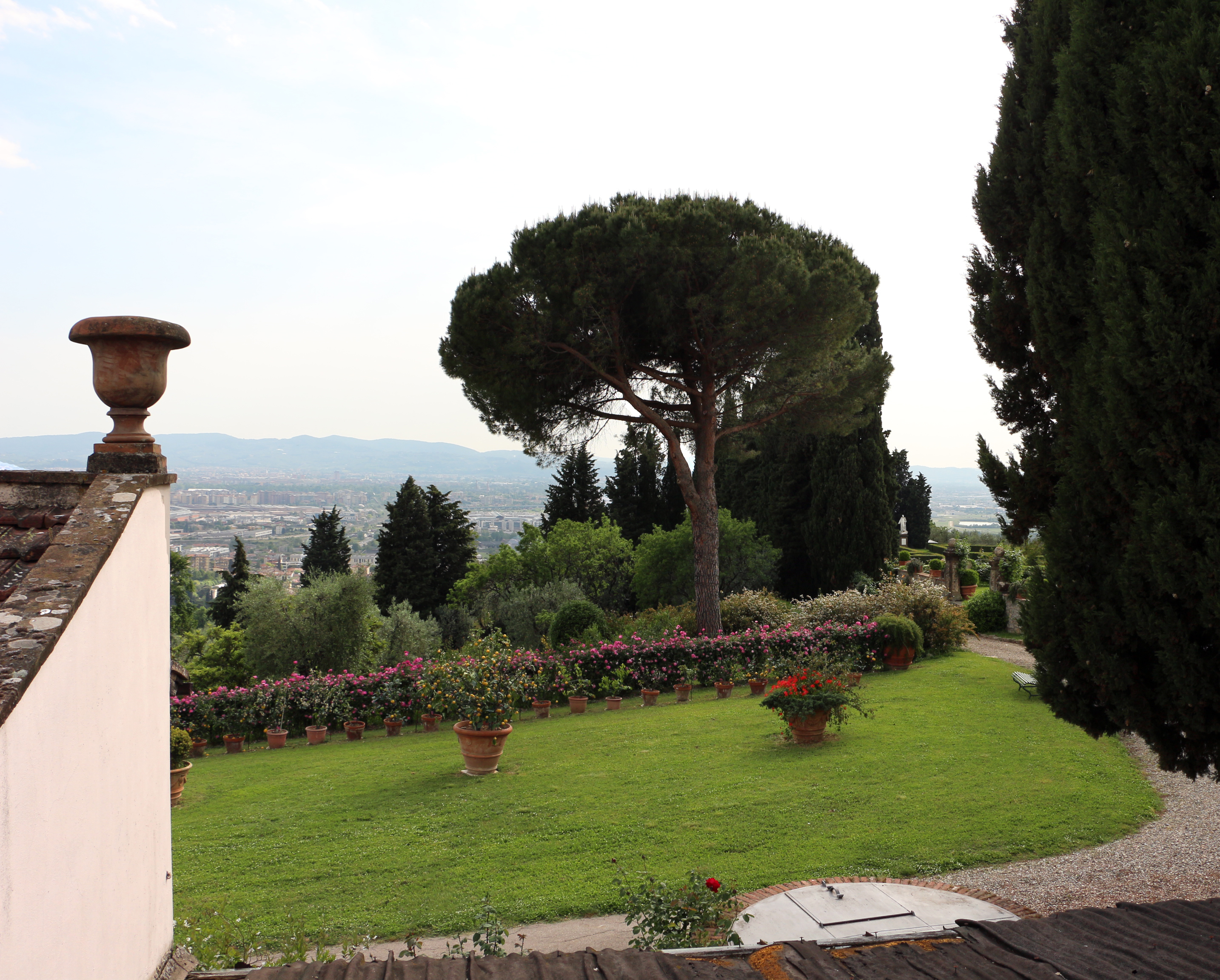
Garten der Villa La Topaia
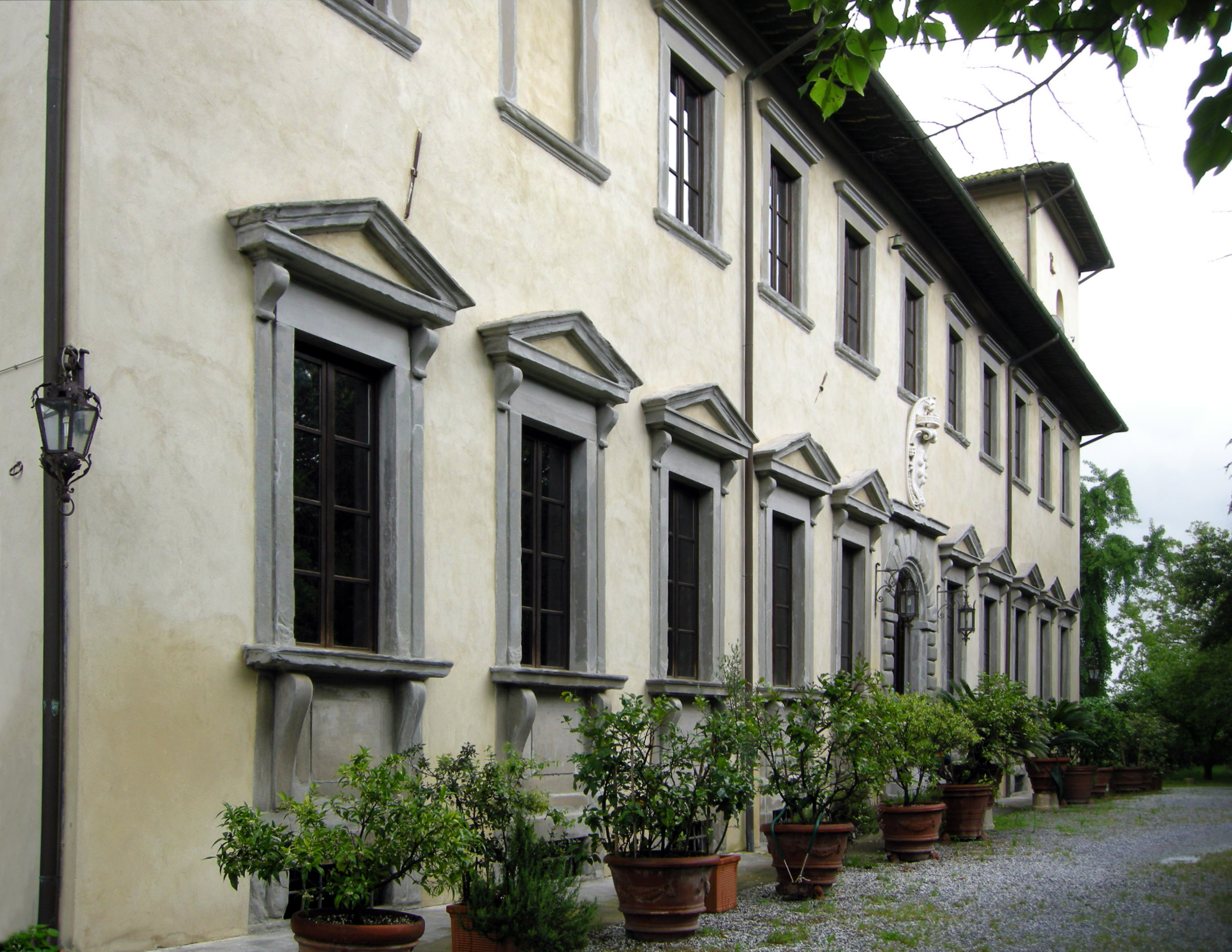
Villa di Arena Metato
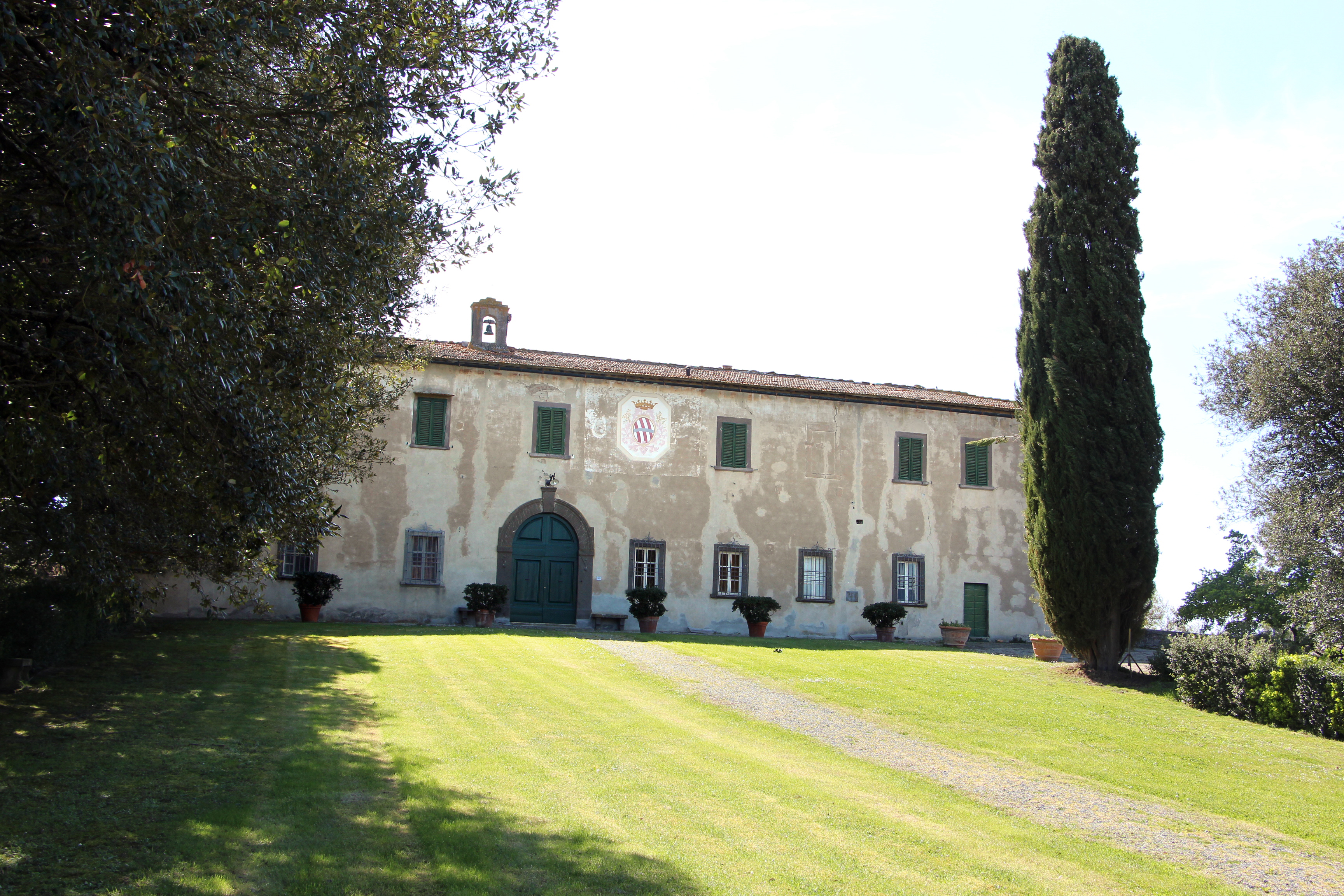
Villa di Spedaletto
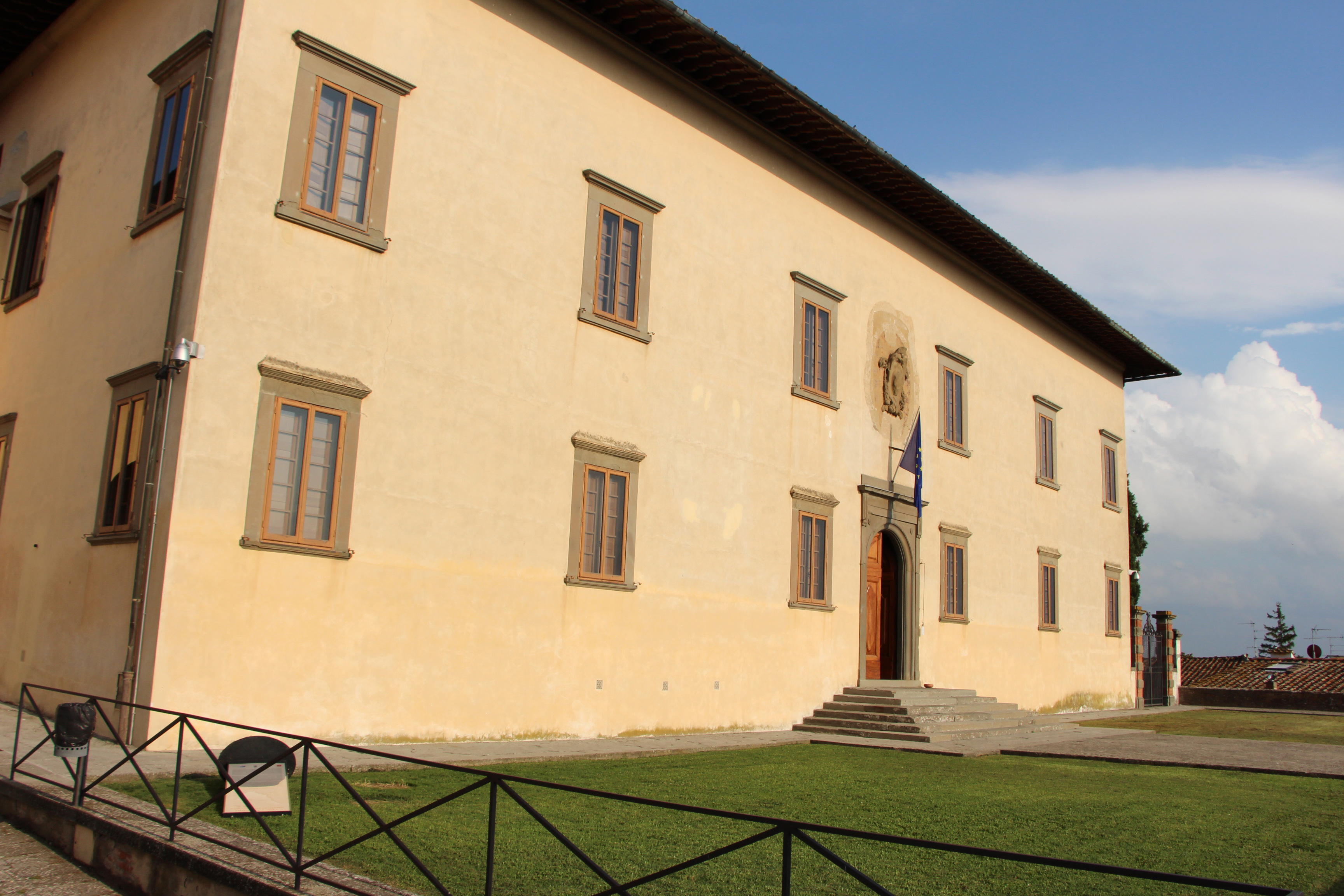
Villa di Stabbia
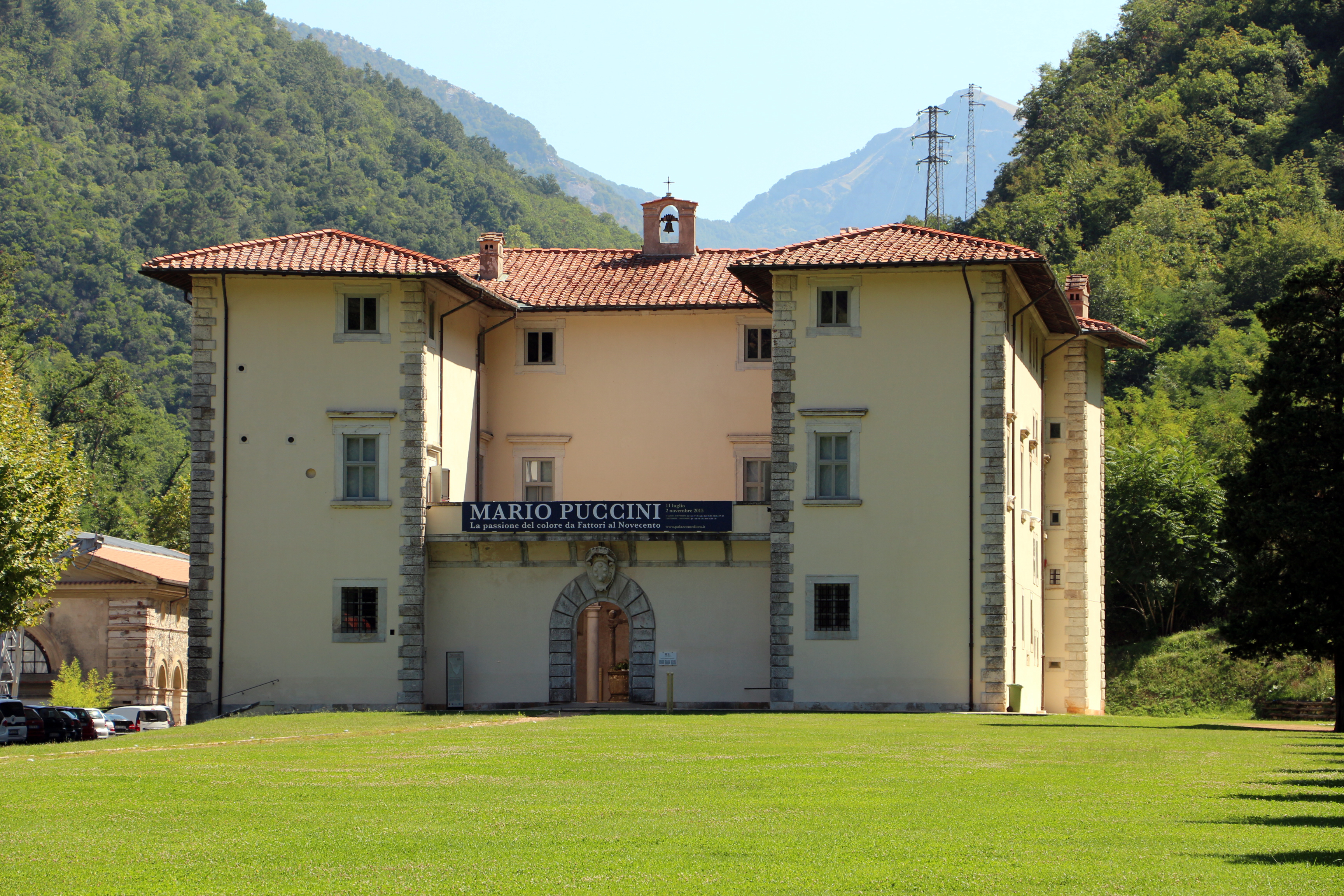
Villa di Seravezza
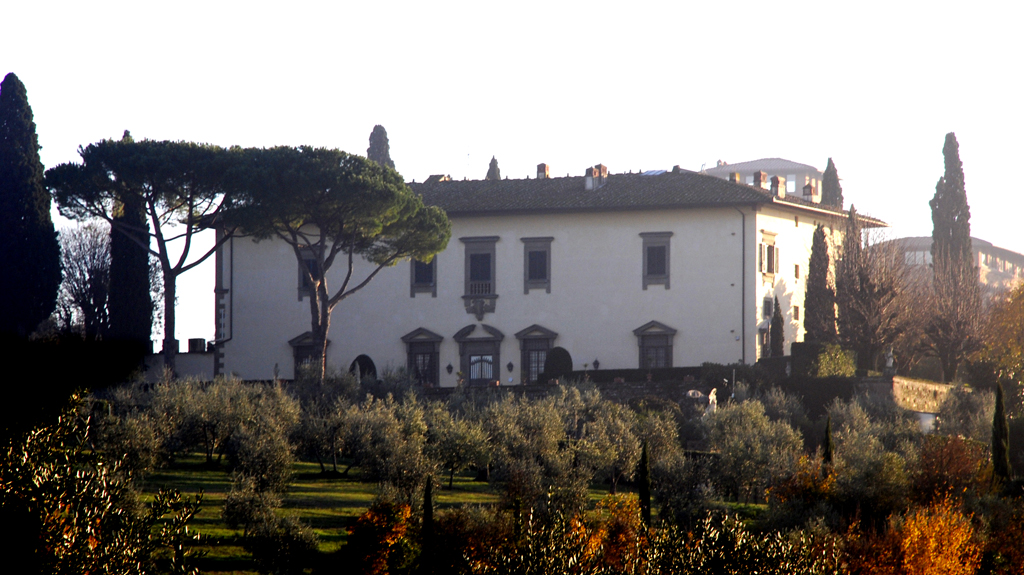
Villa di Marignolle
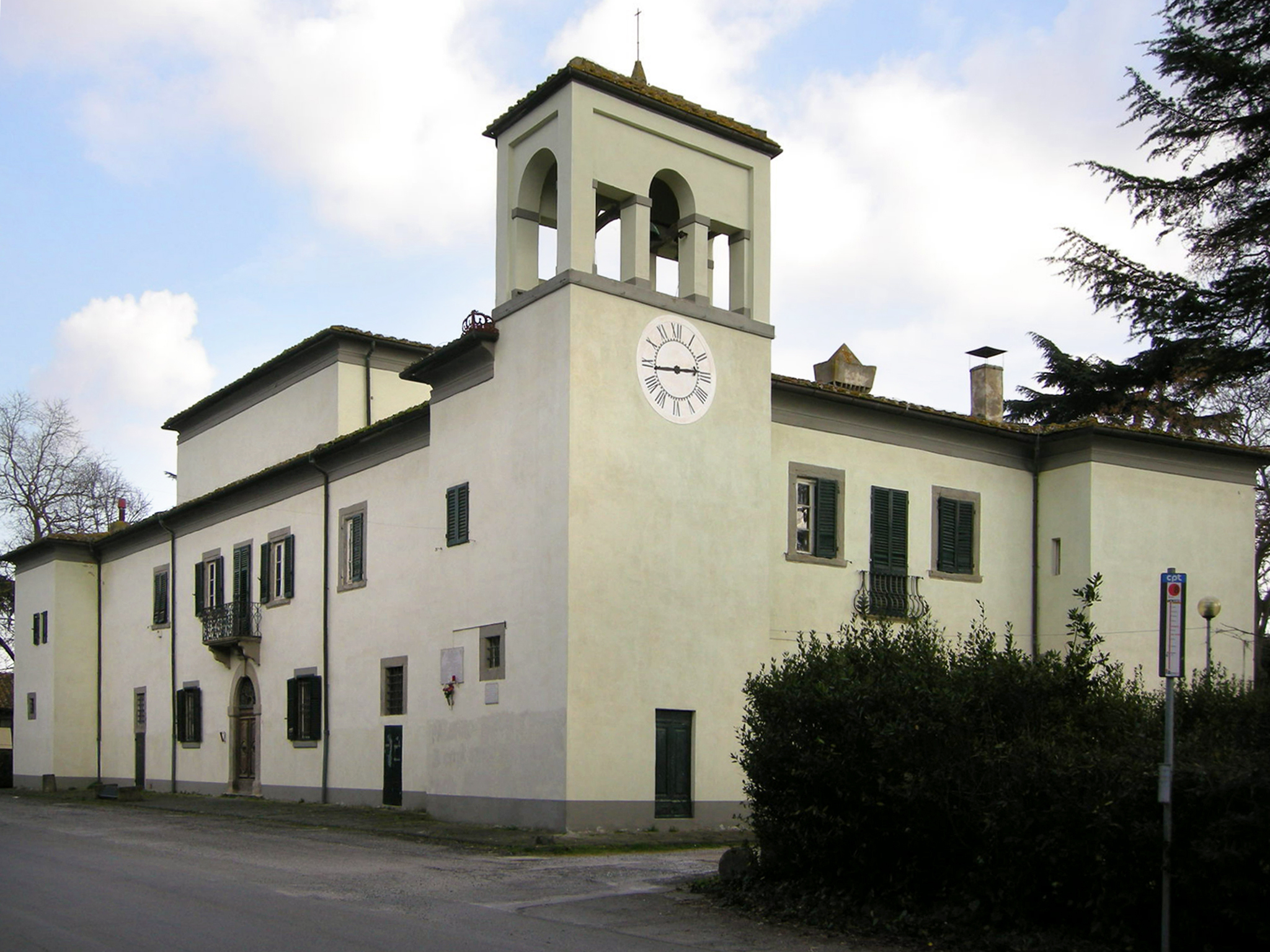
Villa di Coltano
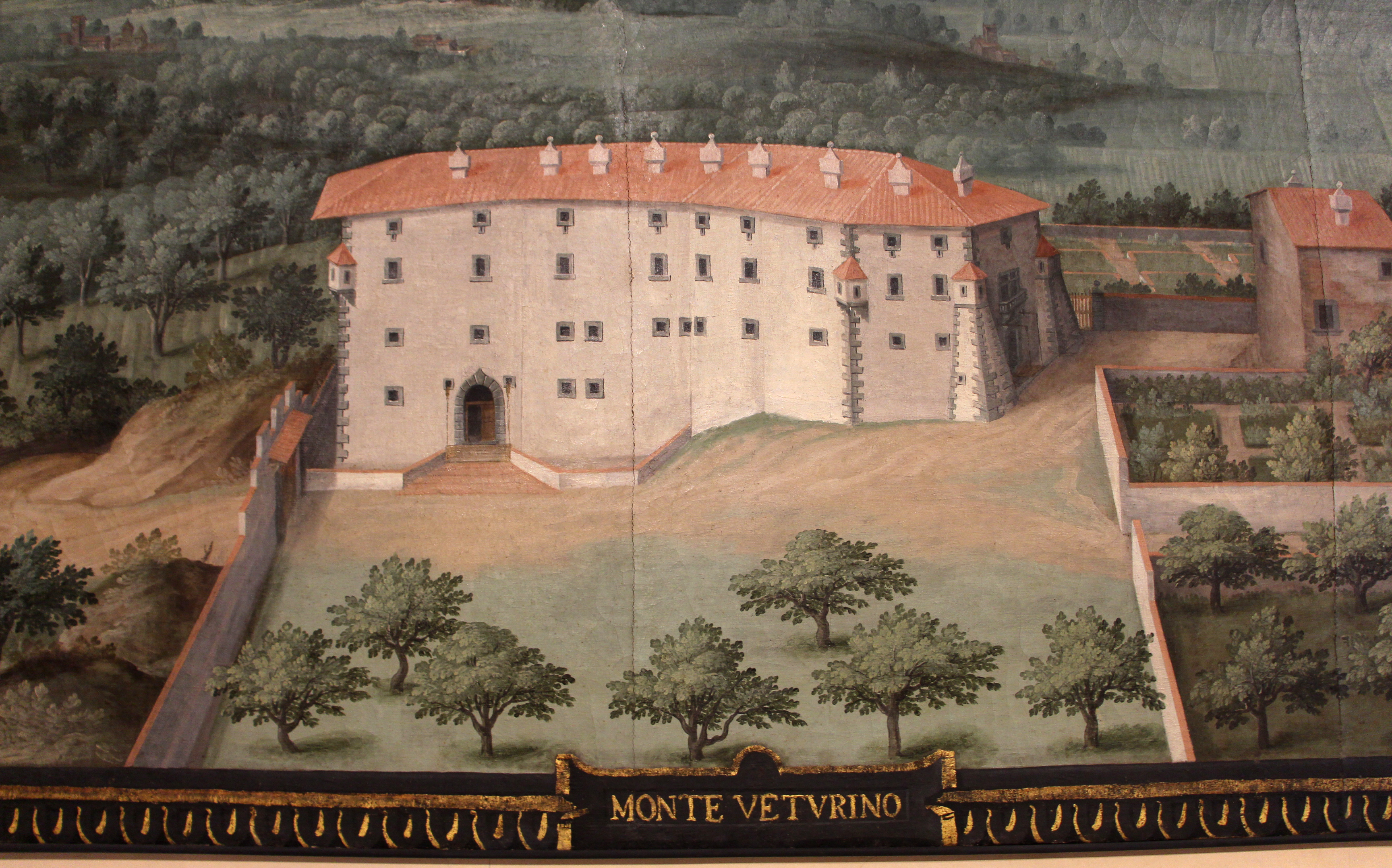
Villa di Montevettolini